# Liste der Schwimmweltrekorde über 4 × 200 Meter Freistil
Die Schwimmweltrekorde über 4 × 200 Meter Freistil sind die besten in der Schwimmdisziplin 4 × 200 m Freistil geschwommenen Zeiten. Sie werden vom internationalen Schwimmverband FINA anerkannt. Weltrekorde werden getrennt für Langbahnen (50 m) und Kurzbahnen (25 m) und getrennt für Männer und Frauen geführt. Im Folgenden wird die Weltrekordentwicklung seit dem jeweils ersten anerkannten Weltrekord aufgelistet.

## Langbahnweltrekorde Männer
| Nr. | Sportler                                                                        | Nation                | Zeit     | Datum              | Ort          |
| --- | ------------------------------------------------------------------------------- | --------------------- | -------- | ------------------ | ------------ |
| 1   | John Derbyshire, Paul Radmilovic, William Foster, Henry Taylor                  | Verein. Königr.       | 10:55,6  | 24. Juli 1908      | London       |
| 2   |                                                                                 | USA                   | 10:26,4  | 12. Juli 1912      | Stockholm    |
| 3   |                                                                                 | Australien            | 10:14,0  | 12. Juli 1912      | Stockholm    |
| 4   | Cecil Healy, Malcolm Champion, Leslie Boardman, Harold Hardwick                 | Australien Neuseeland | 10:11,6  | 15. Juli 1912      | Stockholm    |
| 5   | Perry McGillivray, Pua Kela Kealoha, Norman Ross, Duke Kahanamoku               | USA                   | 10:04,4  | 29. August 1920    | Antwerpen    |
| 6   | Wallace O’Connor, Harry Glancy, Ralph Breyer, Johnny Weissmuller                | USA                   | 09:53,4  | 20. Juli 1924      | Paris        |
| 7   |                                                                                 | Deutsches Reich       | 09:49,6  | 1927               |              |
| 8   | Paul Samson, Austin Clapp, David Young, Johnny Weissmuller                      | USA                   | 09:38,8  | 11. August 1928    | Amsterdam    |
| 9   | Austin Clapp, Walter Laufer, George Kojac, Johnny Weissmuller                   | USA                   | 09:36,2  | 11. August 1928    | Amsterdam    |
| 10  |                                                                                 | Ungarn                | 09:34,0  | 1931               |              |
| 11  | Yasuji Miyazaki, Masanori Yusa, Takashi Yokoyama, Hisakichi Toyoda              | Japan                 | 08:58,4  | 9. August 1932     | Los Angeles  |
| 12  | Masanori Yusa, Shōzō Makino, S. Isiharada, H. Negami                            | Japan                 | 08:52,2  | 19. August 1935    | Tokio        |
| 13  | Masanori Yusa, Shigeo Sugiura, Masaharu Taguchi, Shigeo Arai                    | Japan                 | 08:51,5  | 11. August 1936    | Berlin       |
| 14  | Walter Ris, James McLane, Wallace Wolf, William Smith                           | USA                   | 08:46,0  | 3. August 1948     | London       |
| 15  | Yoshihiro Hamaguchi, Shuichi Maruyama, Shigeyuki Murayama, Hironoshin Furuhashi | Japan                 | 08:45,4  | 18. August 1949    | Los Angeles  |
| 16  | W. Farnsworth, L. Munson, J. Blum, R. Reid                                      | USA                   | 08:43,2  | 24. Februar 1950   | New Haven    |
| 17  | Yoshihiro Hamaguchi, S. Murayama, Shiro Hashizume, Hironoshin Furuhashi         | Japan                 | 08:40,6  | 2. April 1950      | Marília      |
| 18  | Joseph Bernardo, Willy Blioch, Jean Boiteux, Alex Jany                          | Frankreich            | 08:33,0  | 2. August 1951     | Marseille    |
| 19  | Wayne Moore, James McLane, Donald Sheff, Dick Thoman                            | USA                   | 08:29,4  | 16. Februar 1952   | New Haven    |
| 20  | Boris Nikitin, Wladimir Struschanow, Gennadi Nikolajew, Witali Sorokin          | Sowjetunion           | 08:24,5  | 4. November 1956   | Moskau       |
| 21  | Kevin O’Halloran, John Devitt, Murray Rose, Jon Henricks                        | Australien            | 08:23,6  | 3. Dezember 1956   | Melbourne    |
| 22  | Tsuyoshi Yamanaka, Toshiro Umemoto, Makoto Fukui, Tatsuo Fujimoto               | Japan                 | 08:21,6  | 22. Juli 1959      | Tokio        |
| 23  | Tsuyoshi Yamanaka, Makoto Fukui, K. Kenjo, Tatsuo Fujimoto                      | Japan                 | 08:18,7  | 26. Juli 1959      | Osaka        |
| 24  | Alan Somers, Peter Sintz, George Breen, Mike Troy                               | USA                   | 08:17,0  | 23. Juli 1960      | Toledo       |
| 25  | David Dickson, John Konrads, Jon Henricks, Murray Rose                          | Australien            | 08:16,6  | 6. August 1960     | Townsville   |
| 26  | George Harrison, Richard Blick, Mike Troy, Jeff Farrell                         | USA                   | 08:10,2  | 1. September 1960  | Rom          |
| 27  | Tatsuo Fujimoto, Yukiaki Okabe, Makoto Fukui, Tsuyoshi Yamanaka                 | Japan                 | 08:09,8  | 21. April 1963     | Tokio        |
| 28  | Steve Clark, Robert Townsend, Don Schollander, Mike Wall                        | USA                   | 08:07,6  | 10. August 1963    | Chicago      |
| 29  | R McDonough, Don Schollander, Roy Saari, Robert Townsend                        | USA                   | 08:03,7  | 19. August 1963    | Tokio        |
| 30  | Dave Lyons, Don Schollander, William Mettler, Mike Wall                         | USA                   | 08:01,8  | 28. September 1964 | Los Angeles  |
| 31  | Roy Saari, Gary Ilman, Don Schollander, Steve Clark                             | USA                   | 07:52,1  | 18. Oktober 1964   | Tokio        |
| 32  | Gary Ilman, Mike Wall, Don Schollander, Mark Spitz                              | USA                   | 07:52,1  | 1967               | Oak Park     |
| 33  | Greg Rogers, Mike Wenden, Graham White, Bill Devenish                           | Australien            | 07:50,8  | 24. Juli 1970      | Edinburgh    |
| 34  | Gary Hall senior, Mark Lambert, Tom McBreen, John Kinsella                      | USA                   | 07:48,0  | 28. August 1970    | Tokio        |
| 35  | Jerry Heidenreich, Frank Heckl, Steve Genter, Jim McConica                      | USA                   | 07:45,8  | 9. August 1971     | Cali         |
| 36  | Jerry Heidenreich, Tom McBreen, Mark Spitz, Fred Tyler                          | USA                   | 07:43,3  | 10. September 1971 | Minsk        |
| 37  | John Kinsella, Fred Tyler, Steve Genter, Mark Spitz                             | USA                   | 07:35,78 | 31. August 1972    | München      |
| 38  | Robin Backhaus, Richard Klatt, Kurt Krumpholz, James Montgomery                 | USA                   | 07:33,22 | 7. September 1973  | Belgrad      |
| 39  | Rex Favero, Bruce Furniss, Tim Shaw, Steve Furniss                              | USA                   | 07:30,54 | 22. August 1975    | Kansas City  |
| 40  | Mike Bruner, Bruce Furniss, Douglas Northway, Tim Shaw                          | USA                   | 07:30,33 | 21. Juli 1976      | Montreal     |
| 41  | Mike Bruner, Bruce Furniss, John Naber, James Montgomery                        | USA                   | 07:23,22 | 21. Juli 1976      | Montreal     |
| 42  | Rowdy Gaines, Bruce Furniss, Bill Forrester, Bobby Hackett                      | USA                   | 07:20,82 | 24. August 1978    | West-Berlin  |
| 43  | Andreas Schmidt, Michael Groß, Alexander Schowtka, Thomas Fahrner               | BR Deutschland        | 07:20,40 | 23. August 1983    | Rom          |
| 44  | David Larson, Bruce Hayes, Richard Saeger, Geoffrey Gaberino                    | USA                   | 07:18,87 | 30. Juli 1984      | Los Angeles  |
| 45  | Michael Heath, David Larson, Jeff Float, Bruce Hayes                            | USA                   | 07:15,69 | 30. Juli 1984      | Los Angeles  |
| 46  | Rainer Henkel, Michael Groß, Thomas Fahrner, Peter Sitt                         | BR Deutschland        | 07:13,10 | 19. August 1987    | Straßburg    |
| 47  | Troy Dalbey, Matthew Cetlinski, Doug Gjertsen, Matt Biondi                      | USA                   | 07:12,51 | 21. September 1988 | Seoul        |
| 48  | Dmitri Lepikow, Wladimir Pyschnenko, Weniamin Tajanowitsch, Jewgeni Sadowy      | Vereintes Team        | 07:11,95 | 27. Juli 1992      | Barcelona    |
| 49  | Ian Thorpe, Daniel Kowalski, Matthew Dunn, Michael Klim                         | Australien            | 07:11,86 | 13. September 1998 | Kuala Lumpur |
| 50  | Ian Thorpe, Bill Kirby, Grant Hackett, Michael Klim                             | Australien            | 07:08,79 | 25. August 1999    | Sydney       |
| 51  | Ian Thorpe, Michael Klim, Todd Pearson, Bill Kirby                              | Australien            | 07:07,05 | 19. September 2000 | Sydney       |
| 52  | Grant Hackett, Michael Klim, Bill Kirby, Ian Thorpe                             | Australien            | 07:04,66 | 27. Juli 2001      | Fukuoka      |
| 53  | Michael Phelps, Ryan Lochte, Klete Keller, Peter Vanderkaay                     | USA                   | 07:03,24 | 30. März 2007      | Melbourne    |
| 54  | Michael Phelps, Ryan Lochte, Ricky Berens, Peter Vanderkaay                     | USA                   | 06:58,56 | 13. August 2008    | Peking       |
| 55  | Michael Phelps, Ricky Berens, David Walters, Ryan Lochte                        | USA                   | 06:58,55 | 31. Juli 2009      | Rom          |

## Langbahnweltrekorde Frauen
| Nr. | Sportler                                                            | Nation              | Zeit     | Datum           | Ort        |
| --- | ------------------------------------------------------------------- | ------------------- | -------- | --------------- | ---------- |
| 1   | Kristin Otto, Astrid Strauß, Cornelia Sirch, Birgit Meineke         | DDR                 | 08:02,27 | 22. August 1983 | Rom        |
| 2   | Manuela Stellmach, Astrid Strauß, Nadja Bergknecht, Heike Friedrich | DDR                 | 07:59,33 | 17. August 1986 | Madrid     |
| 3   | Manuela Stellmach, Astrid Strauß, Anke Möhring, Heike Friedrich     | DDR                 | 07:55,47 | 18. August 1987 | Straßburg  |
| 4   | Natalie Coughlin, Carly Piper, Dana Vollmer, Kaitlin Sandeno        | USA                 | 07:53,42 | 18. August 2004 | Athen      |
| 5   | Petra Dallmann, Daniela Samulski, Britta Steffen, Annika Liebs      | Deutschland         | 07:50,82 | 3. August 2006  | Budapest   |
| 6   | Natalie Coughlin, Dana Vollmer, Lacey Nymeyer, Katie Hoff           | USA                 | 07:50,09 | 29. März 2007   | Melbourne  |
| 7   | Stephanie Rice, Bronte Barratt, Kylie Palmer, Linda Mackenzie       | Australien          | 07:44,31 | 14. August 2008 | Peking     |
| 8   | Yang Yu, Qian Wei Zhu, Jing Liu, Pang Jiaying                       | Volksrepublik China | 07:42,08 | 30. Juli 2009   | Rom        |
| 9   | Ariarne Titmus, Madison Wilson, Brianna Throssell, Emma McKeon      | Australien          | 07:41,50 | 25. Juli 2019   | Gwangju    |
| 10  | Yang Junxuan, Tang Muhan, Zhang Yufei, Li Bingjie                   | Volksrepublik China | 07:40,33 | 29. Juli 2021   | Tokio      |
| 11  | Madison Wilson, Kiah Melverton, Mollie O’Callaghan, Ariarne Titmus  | Australien          | 07:39,29 | 31. Juli 2022   | Birmingham |
| 12  | Mollie O’Callaghan, Shayna Jack, Brianna Throssell, Ariarne Titmus  | Australien          | 07:37,50 | 27. Juli 2023   | Fukuoka    |

## Kurzbahnweltrekorde Männer
| Nr. | Sportler                                                                     | Nation     | Zeit     | Datum             | Ort       |
| --- | ---------------------------------------------------------------------------- | ---------- | -------- | ----------------- | --------- |
| 1   | Bill Kirby, Ian Thorpe, Grant Hackett, Michael Klim                          | Australien | 06:56,41 | 7. August 2001    | Perth     |
| 2   | Kirk Palmer, Grant Hackett, Grant Brits, Kenrick Monk                        | Australien | 06:52,66 | 31. August 2007   | Melbourne |
| 3   | Colin Russell, Stefan Hirniak, Brent Hayden, Joel Greenshields               | Kanada     | 06:51,05 | 7. August 2009    | Leeds     |
| 4   | Nikita Lobinzew, Danila Isotow, Jewgeni Lagunow, Alexander Suchorukow        | Russland   | 06:49,04 | 16. Dezember 2010 | Dubai     |
| 5   | Luiz Altamir Melo, Fernando Scheffer, Leonardo Coelho Santos, Breno Correira | Brasilien  | 06:46,81 | 14. Dezember 2018 | Hangzhou  |
| 6   | Kieran Smith, Carson Foster, Trenton Julian, Drew Kibler                     | USA        | 06:44,12 | 16. Dezember 2022 | Melbourne |
| 7   | Luke Hobson, Carson Foster, Shaine Casas, Kieran Smith                       | USA        | 06:40,51 | 13. Dezember 2024 | Budapest  |

(Diese Liste ist noch unvollständig)

## Kurzbahnweltrekorde Frauen
| Nr. | Sportler                                                                 | Nation              | Zeit     | Datum             | Ort        |
| --- | ------------------------------------------------------------------------ | ------------------- | -------- | ----------------- | ---------- |
| 1   | Xu Yanwei, Zhu Yingven, Tang Jigzhi, Yang Yu                             | Volksrepublik China | 07:46,30 | 3. April 2002     | Moskau     |
| 2   | Inge Dekker, Femke Heemskerk, Marleen Veldhuis, Ranomi Kromowidjojo      | Niederlande         | 07:38,90 | 9. April 2008     | Manchester |
| 3   | Chen Qian, Tang Yi, Liu Jing, Zhu Qianwei                                | Volksrepublik China | 07:35,94 | 15. Dezember 2010 | Dubai      |
| 4   | Inge Dekker, Femke Heemskerk, Ranomi Kromowidjojo, Sharon van Rouwendaal | Niederlande         | 07:32,85 | 3. Dezember 2014  | Doha       |
| 5   | Madison Wilson, Mollie O’Callaghan, Leah Neale, Lani Pallister           | Australien          | 07:30,87 | 14. Dezember 2022 | Melbourne  |
| 6   | Alexandra Walsh, Paige Madden, Katie Grimes, Claire Weinstein            | Vereinigte Staaten  | 07:30,13 | 12. Dezember 2024 | Budapest   |

(Diese Liste ist noch unvollständig)